# Печалка, Марио
Ма́рио Пе́чалка (словац. Mário Pečalka; род. 28 декабря 1980, Рудина, Кисуцке-Нове-Место) — словацкий футболист, защитник. Выступал в сборной Словакии.

## Карьера

### Клубная
Воспитанник клуба «Рудина» из одноимённой деревни (Район Кисуцке Нове Место). Выступал за различные любительские клубы, затем на правах аренды перешёл в братиславский «Слован», где провёл 2-ю половину сезона 2003/04, сыграв в 6 матчах, после чего, летом 2004 года, перешёл в клуб «Жилина» из одноимённого города. В сезоне 2004/05 провёл 23 матча и стал, вместе с командой, вице-чемпионом Словакии. В следующем сезоне сыграл в 3 матчах, после чего был отдан на правах аренды до конца года в клуб Первой лиги «Лученец» из одноимённого города. В январе 2006 год, снова на правах аренды, но уже годичной, перешёл в братиславский «Интер», в составе которого провёл 31 матч и забил 1 гол, после чего вернулся в «Жилину», в составе которой и доиграл сезон 2006/07, проведя 2 матча и став в её составе чемпионом страны и обладателем Суперкубка. В следующие 2 сезона Марио сыграл 40 матчей и дважды стал, вместе с командой, вице-чемпионом страны. В составе «Жилины» участвовал в матчах Кубка УЕФА и предварительных раундов Лиги чемпионов.

### В сборной
В составе главной национальной сборной Словакии дебютировал 10 февраля 2009 года, выйдя в стартовом составе в проходившем в кипрском Лимасоле матче товарищеского турнира со сборной Украины, в котором словаки потерпели поражение со счётом 2:3, Марио провёл на поле 57 минут.

## Достижения

### Командные
«Жилина»
- Чемпион Словакии: 2006/07
- Вице-чемпион Словакии (3): 2004/05, 2007/08, 2008/09
- Обладатель Суперкубка Словакии: 2007

## Личная жизнь
Не женат. Любимый футболист — Зинедин Зидан.